# Liste der Komponisten/W

## Wa
- Paul Wachs (1851–1915)
- Johann Joachim Wachsmann (1787–1853)
- Cherubino Waesich (um 1600)
- Peter-Jan Wagemans (* 1952)
- Diderik Wagenaar (* 1946)
- Johan Wagenaar (1862–1941)
- Alexander Wagendristel (* 1965)
- Georg Christoph Wagenseil (1715–1777)
- Christoph Maria Wagner (* 1966)
- Ernst David Wagner (1806–1883)
- Richard Wagner (1813–1883)
- Siegfried Wagner (1869–1930)
- Rudolf Wagner-Régeny (1903–1969)
- Karl Heinz Wahren (1933–2021)
- Helmut Walcha (1907–1991)
- Eugène Walckiers (1793–1866)
- Émile Waldteufel (1837–1915)
- William Wallace (1860–1940)
- Felipe Waller (* 1971)
- H. Johannes Wallmann (* 1952)
- Caspar Johannes Walter (* 1964)
- Johann Walter (1496–1570)
- Johann Gottfried Walther (1684–1748)
- Johann Jakob Walther (um 1650 – 1717)
- William Walton (1902–1983)
- Li-san Wang (1933–2013)
- Xi-lin Wang (* 1936)
- Jan Nepomuk Wański (um 1805 bis nach 1839)
- John Ward (um 1589–1638)
- Robert Ward (1917–2013)
- Alexander Jegorowitsch Warlamow (1801–1848)
- Peter Warlock (1894–1930)
- Babrak Wassa (* 1947)
- Unico Wilhelm van Wassenaer (1692–1766)
- Walter Wasservogel (1912–1986)
- Sergej Wassilenko (1872–1956)
- Graham Waterhouse (* 1962)
- Huw Watkins (* 1976)
- Franz Waxman (1906–1967)

## We
- Andrew Lloyd Webber (* 1948)
- William Lloyd Webber (1914–1982)
- Julie von Webenau (1813–1887)
- Vilma von Webenau (1875–1953)
- Alain Weber (1930–2019)
- Carl Maria von Weber (1786–1826)
- Friedrich Dionys Weber (1766–1842)
- Heinrich Weber (1901–1970)
- Anton Webern (1883–1945)
- Lorenzo Weckbacher (im 18. Jahrhundert)
- Jean-Baptiste Weckerlin (1821–1910)
- Matthias Weckmann (um 1616–1674)
- Thomas Weelkes (um 1575–1623)
- Gaspar van Weerbecke (um 1455 bis nach 1517)
- Martin Wegelius (1846–1906)
- Hugo Wehrle (1847–1919)
- Johann Georg Weichenberger (1676–1740)
- Joseph Weigl (1766–1846)
- Karl Weigl (1881–1949)
- Martin Weiland (* 1903)
- Kurt Weill (1900–1950)
- Mieczysław Weinberg (1919–1996)
- Jaromír Weinberger (1896–1967)
- Leó Weiner (1885–1960)
- Christoph Weinhart (* 1958)
- Christian Theodor Weinlig (1780–1842)
- John Weinzweig (1913–2006)
- Wendelin Weißheimer (1838–1910)
- Johann Gottfried Weiske (1745–1806)
- Julius Weismann (1879–1950)
- Wilhelm Weismann (1900–1980)
- Jean Gaspard Weiss (1739–1815)
- Erwin Weiss (1912–2004)
- Johann Sigismund Weiss (nach 1690–1737)
- Silvius Leopold Weiss (1687–1750)
- Julius Weissenborn (1837–1888)
- Friedrich Weißensee (um 1560–1622)
- Egon Wellesz (1885–1974)
- Charles Wels (1825–1906)
- Johann Samuel Welter (1650–1720)
- Dieter Wendel (* 1965)
- Georges-Henri Wenick (um 1718 bis um 1760)
- Richard Nikolaus Wenzel (* 1959)
- Andreas Werckmeister (1645–1706)
- Eberhard Werdin (1911–1991)
- Andreas Wermeling (* 1959)
- André Werner (* 1960)
- Gottlieb Christian Werner (1768–1805)
- Gregor Joseph Werner (1693–1766)
- Matthias Hermann Werrecore (um 1500 bis nach 1574)
- Alexei Nikolajewitsch Werstowski (1799–1862)
- Giaches de Wert (1535–1596)
- Nicolas-Lambert Wéry (1789–1867)
- Joachim Werzlau (1913–2001)
- Samuel Wesley (1766–1837)
- Gerhart von Westerman (1894–1963)
- Wilhelm Westmeyer (1829–1880)
- Richard Wetz (1875–1935)
- Christopher Ernst Friedrich Weyse (1774–1842)

## Wh
- Abiell Whichelo (1683–1747)
- Emerson Whithorne (1884–1958)

## Wi
- Jacques Widerkehr (1759–1823)
- Erasmus Widmann (1572–1634)
- Jörg Widmann (* 1973)
- Ernst Widmer (1927–1990)
- Charles-Marie Widor (1844–1937)
- Clara Wieck-Schumann (1819–1896)
- Karl Wiener (1891–1942)
- Henryk Wieniawski (1835–1880)
- Bernd Wiesemann (1938–2015)
- Adolf Wiklund (1879–1950)
- Johan Wikmansson (1753–1800)
- Jürgen Wilbrandt (1922–2019)
- John Wilbye (1574–1638)
- Philip van Wilder (um 1500–1554)
- Wilhelmine von Bayreuth (1709–1758)
- Jan Wilke (* 1980)
- Adrian Willaert (um 1490–1562)
- John Henry Willcox (1827–1875)
- Thom Willems (* 1955)
- Herbert Willi (* 1956)
- Alberto Williams (1862–1952)
- John Williams (* 1932)
- Malcolm Williamson (1931–2003)
- Andreas Willscher (1955)
- Mortimer Wilson (1876–1932)
- Heinz Winbeck (1946–2019)
- Peter von Winter (1754–1825)
- Robert Winterberg (1884–1930)
- Dag Wirén (1905–1986)
- Pierre Wissmer (1915–1992)
- Christian Friedrich Witt (um 1660–1716)
- Johann Georg Witthauer (1750–1802)

## Wl
- Pantscho Wladigerow (1899–1978)

## Wo
- Gerhard Wohlgemuth (1920–2001)
- René Wohlhauser (* 1954)
- János Wohlmuth (1642–1724)
- Michel Woldemar (1750–1815)
- Hugo Wolf (1860–1903)
- Christian Wolff (1705–1773)
- Christian Wolff (* 1934)
- Christian Michael Wolff (1707/1709–1789)
- Ermanno Wolf-Ferrari (1876–1948)
- Oswald von Wolkenstein (um 1377 – 1445)
- Stefan Wolpe (1902–1972)
- Charles Wood (1866–1926)
- Clement Woodcock (1540–1590)
- Robert Woodcock (1690–1734)
- John Woolrich (* 1954)
- William Wordsworth (1908–1988)
- Claus Woschenko (* 1979)
- Felix Woyrsch (1860–1944)
- Bolesław Woytowicz (1899–1980)
- Joanna Wozny (* 1973)

## Wr
- Wassilij Georgiewitsch Baron von Wrangel (1862–1901)
- Paul Wranitzky (1756–1808)
- Feliks Wrobel (1894–1954)

## Wu
- Heinz Wunderlich (1919–2012)
- Charles Wuorinen (1938–2020)
- Klaus Wüsthoff (1922–2021)
- Alexander Wustin (1943–2020)

## Wy
- Iwan Alexandrowitsch Wyschnegradsky (1893–1979)
- Michail Timofejewitsch Wyssotzki (1791–1837)
- Jürg Wyttenbach (1935–2021)